# Mitsumasa Yoda
Mitsumasa Yoda (依田 光正 Yoda Mitsumasa?), född 7 augusti 1977 i Tokyo prefektur, är en japansk före detta fotbollsspelare.
Yoda började sin karriär 2000 i Montedio Yamagata. 2004 flyttade han till Thespa Kusatsu. Han avslutade karriären 2006.